# 389
389 је била проста година.

## Догађаји
- Све паганске грађевине у Александрији, укључујући чувену Александријску библиотеку, уништене су у великом пожару.
- Рођен је Гејзерих, краљ Вандала и Алана.